# López Lecube
López Lecube es una localidad del partido de Puan, provincia de Buenos Aires, Argentina.

## Historia
Don Ramón López Lecube, nacido el 21 de abril de 1852 en Goya, provincia de Corrientes, en 1880, luego de concluida la Campaña del Desierto, solicitó al gobierno nacional 50.000 hectáreas en las inmediaciones de los partidos de Puan, Tornquist y Saavedra, fundando allí el establecimiento San Ramón y más tarde la cabaña del mismo nombre, altamente reconocida a nivel nacional por sus numerosos campeones en vacunos, equinos y ovinos de raza. Su actividad de hacendado lo vinculó estrechamente con la ciudad de Bahía Blanca donde participó en varias empresas de nuestro medio y fue fundador entre otras entidades de la Sociedad Rural y del Club Argentino.
López Lecube, al igual que casi toda la provincia de Buenos Aires y La Pampa, era un desierto con piquillines, chañares y otros arbustos.
Por el año 1905 llegó al lugar lo que sería considerado como el progreso del lugar: el ferrocarril. Don Ramón López Lecube no estuvo ausente en este adelanto, ya que donó todos los terrenos necesarios por donde surcarían las vías férreas. La estación lleva su nombre como una forma de homenaje.

## Ubicación
Se encuentra a 83 km al sur de la ciudad de Puan sobre la ruta provincial 76.

## Población
Cuenta con 32 habitantes (Indec, 2010), lo que representa un incremento del 23 % frente a los 26 habitantes (Indec, 2001) del censo anterior. En 2024 se informaron solo 17 habitantes aun en el pueblo. Los habitantes son todos trabajadores rurales y el 50 por ciento son empleados de la Estancia San Rafael, cuyo casco está dentro del pueblo.
| Gráfica de evolución demográfica de López Lecube entre 1991 y 2010 |
|                                                                    |
| Fuente: Censos nacionales del INDEC                                |

## Iglesia

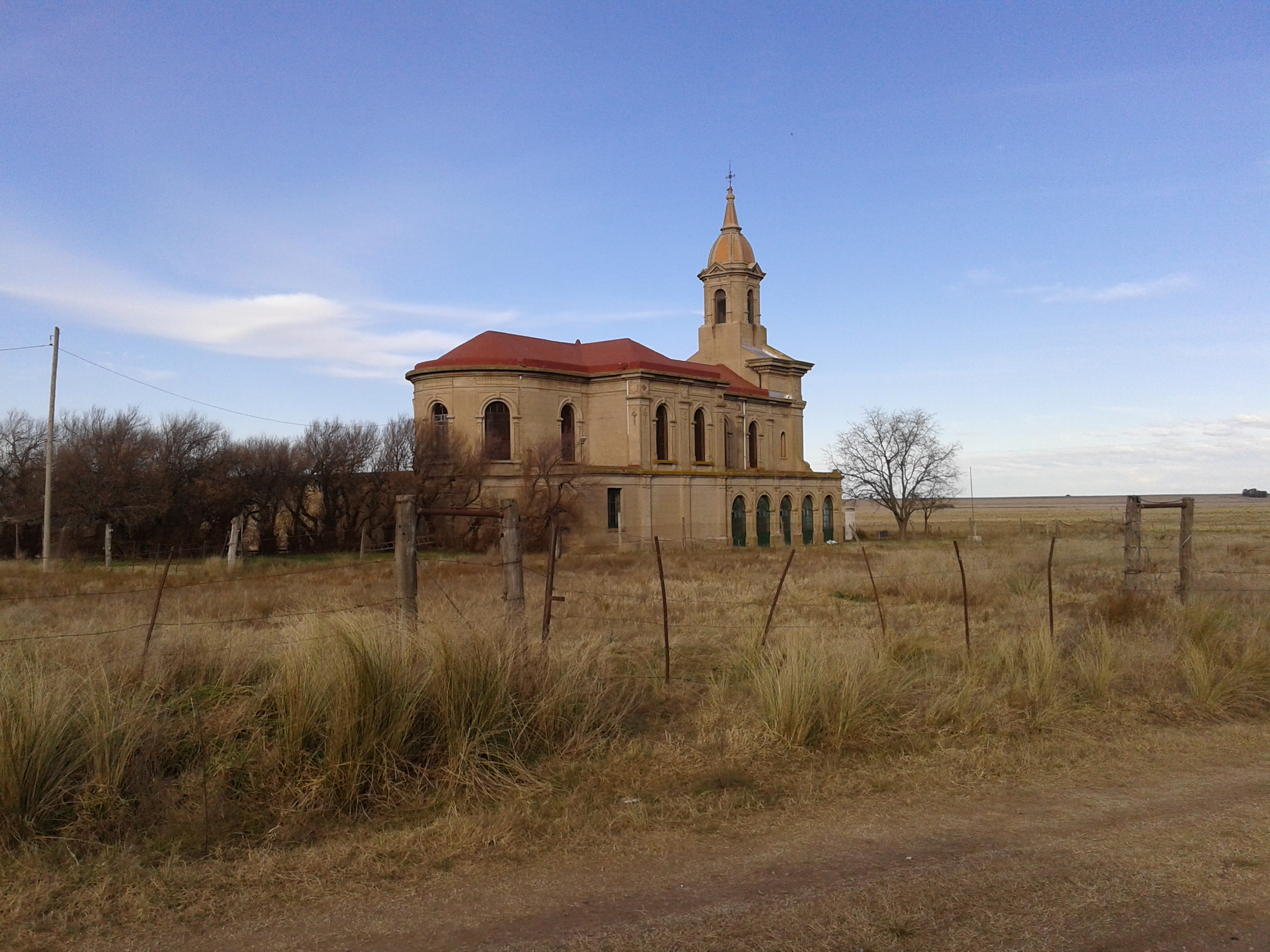
Iglesia Nuestra Señora del Carmen

El principal atractivo de la localidad es la iglesia dedicada a Nuestra Señora del Carmen, una construcción de planta cruciforme, más precisamente de cruz latina, que se destaca por encontrarse en solitario en medio de los campos desiertos que la rodean.

### Historia
Transcurría 1887, cuando don Ramón López Lecube junto a su leal mayordomo Eduardo Graham, cabalgaban en un atardecer cuando, de repente, una partida de aborígenes (malón) comenzaron a acecharlos. Don Ramón, aconsejado por su mayordomo, se ocultó en una gran vizcachera, donde suplicando por su vida a la Virgen del Carmen, le prometió levantar en ese mismo lugar una iglesia si sobrevivía. Lamentablemente, Graham no corrió la misma suerte, siendo tomado cautivo, y no sabiéndose más de él. El 31 de agosto de 1913, un magnífico templo se inauguraba como símbolo de esa promesa. Los planos fueron confeccionados por el arquitecto Pedro Jürguensen. Su estilo arquitectónico es una mezcla entre el románico, representado con su planta cruciforme y su abovedado con arco de medio punto, y el estilo gótico, con sus catorce espléndidos vitrales. Su mampostería fue íntegramente realizada en ladrillo especial, con granito de las propias canteras del Sr. López Lecube de esta misma región. La construcción estuvo a cargo de la empresa “Paganno construcciones”, de la ciudad de Bahía Blanca y tardó más de diez años en culminarse.
La mayor parte de los elementos que lo adornan y enriquecen fueron transportados directamente desde Italia. Los altares, las ostentosas esculturas y la hermosa imagen de la Virgen del Carmen (que se emplaza en su fachada) son de mármol de Carrara, esculpidas, cada una de ellas, en una única pieza. Los santos que coronan los altares son casi de tamaño natural, obras maestras del escultor italiano Caradossi. Los vitrales también provienen del Viejo Continente; translucen los rayos solares con brillantes tonalidades, allí están las imágenes de San Roque, San Alejo, San Ramón, San Antonio, San Francisco y uno muy especial: San Eduardo, que honra la memoria de su mayordomo desaparecido. Tanto los bancos, el confesionario, el Vía Crucis como la escalera que conduce al coro y campanario, son de sólido roble. En sus campanas se encuentra una muy significativa inscripción que reza: "confortado en la fe cristiana, llegué a estos campos el 8 de noviembre de 1880, en los que labré mi felicidad". Debajo figura la firma labrada de Ramón López Lecube. En 1920 se produce el fallecimiento de este gran hombre de bien, propulsor entusiasta de esta zona.
El claustro funcionó en sus inicios como hogar de los sacerdotes. En la década de 1980 sus instalaciones dieron cobijo a Naty Petrossino y su Hogar San Francisco de Asís de discapacitados. La galería cerrada funcionó como escuela en los primeros años de la iglesia, hasta que la misma contó con su edificio propio. Actualmente, bajo la Orden Franciscana, se realizan misas los quintos domingos de cada mes. Esta gran obra fue declarada como Patrimonio Cultural de Interés Municipal en 1992, y como Patrimonio Cultural Provincial en el año 1993, y actualmente, la Municipalidad de Puan posee el comodato de la misma.
En 2011, la iglesia fue seleccionada como una de las «Siete Maravillas» del partido de Puan, por la Dirección de Turismo local. El 31 de agosto de 2013, la iglesia celebró su centenario fundacional.
Anualmente, desde 2008, se organiza una cabalgata peregrinación hacia la iglesia el último domingo de agosto, partiendo desde Felipe Solá y recorriendo 18 kilómetros hasta el templo. Este acontecimiento convoca a más de doscientos jinetes y miles de personas que se acercan a disfrutar de una jornada de fe y tradición.